# Chimarra utahensis
Chimarra utahensis is een schietmot uit de familie Philopotamidae. De soort komt voor in het Nearctisch gebied.